# Cercle de Niafunké
Le cercle de Niafunké est une collectivité territoriale du Mali dans la région de Tombouctou, traversée par le fleuve Niger sur 100 km.
Il compte 8 communes : 
- Banikane Narhawa
- Dianké
- Fittouga
- Koumaïra
- Léré
- N'Gorkou
- Soboundou
- Soumpi

## Histoire récente
Au moins depuis 2012, la région est directement concernée par la Guerre du Mali.